# Operation Darkness
Operation Darkness è un videogioco strategico a turni del 2007 sviluppato e pubblicato da Success.

## Trama
Il videogioco è ambientato in una versione fantasy della seconda guerra mondiale.